# Chen Long
Chen Long (Jingzhou, 18 januari 1989) is een Chinese badmintonner. Hij werd in 2014 en 2015 wereldkampioen in het mannen enkelspel en won de gouden medaille op de Olympische Spelen in 2016.

## Carrière
In 2007 werd Chen Long zowel wereld- als Aziatisch kampioen bij de junioren. 
Zijn doorbraak bij de volwassenen kwam er in 2010 toen hij met de China Open zijn eerste super series toernooi won door zijn landgenoot Bao Chunlai te verslaan. De daaropvolgende jaren won hij telkens nog verschillende super series toernooien en in 2012 behaalde hij de bronzen medaille op de Olympische Spelen in Londen. Hij versloeg Lee Hyun-il in de strijd om het brons nadat hij in de halve finale geklopt werd door de Maleisiër Lee Chong Wei. 
Zowel in 2014 als in 2015 werd hij wereldkampioen door in de finale Lee Chong Wei te verslaan.

## Medailles op Olympische Spelen en wereldkampioenschappen
| Logo van de Olympische Spelen | Onderdeel        | Resultaat |
| ----------------------------- | ---------------- | --------- |
| 2012                          | Mannen enkelspel | Brons     |
| 2016                          | Mannen enkelspel | Goud      |
| 2020                          | Mannen enkelspel | Zilver    |
| WK                            | Onderdeel        | Resultaat |
| 2014                          | Mannen enkelspel | Goud      |
| 2015                          | Mannen enkelspel | Goud      |

## Onderscheidingen
In 2014 werd hij door de BWF verkozen tot beste mannelijke speler van het jaar.
1992: Alan Budikusuma ·
1996: Poul-Erik Høyer Larsen ·
2000: Ji Xinpeng ·
2004: Taufik Hidayat ·
2008: Lin Dan ·
2012: Lin Dan ·
2016: Chen Long ·
2020: Viktor Axelsen ·
2024: Viktor Axelsen